# Hard ground

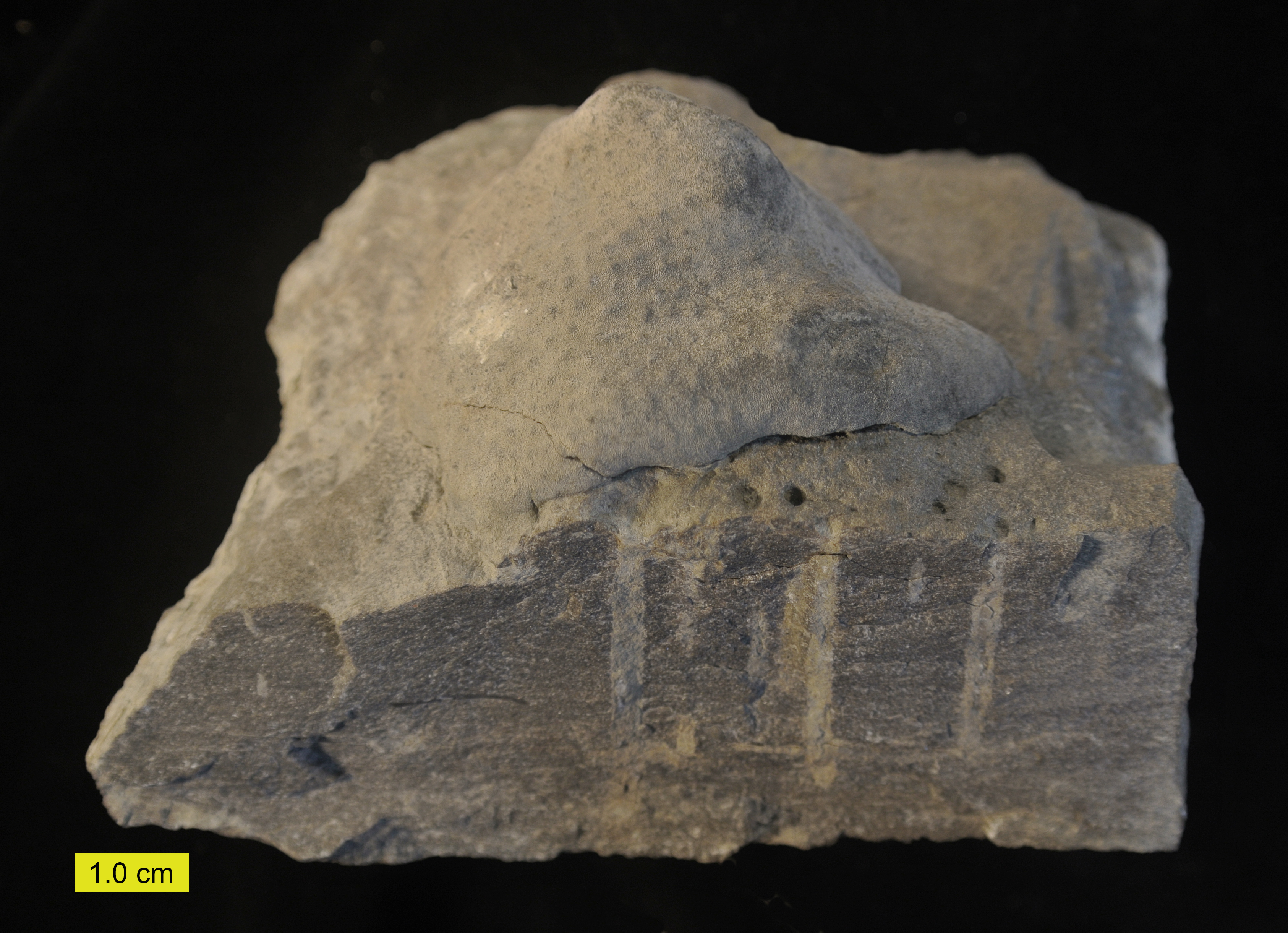
Una superficie di hard ground in rocce carbonatiche con bioturbazioni (Trypanites) e briozoi dell'Ordoviciano dell'Kentucky. La scala di misura è di 1,0 cm.

Gli hard ground sono superfici di livelli carbonatici cementati durante la sedimentazione che sono stati esposti sul fondale marino (Wilson and Palmer, 1992).  Un hard ground è quindi definibile come fondale marino litificato.  Hard ground antichi si trovano in strati calcarei e sono distinti dai sedimenti litificati più tardivamente perché contengono prove di esposizione alle normali acque marine (e non ai fluidi interstiziali in ambiente diagenetico).  Queste prove possono essere: incrostazioni ad opera di organismi marini incrostanti (specialmente briozoi, ostriche, cirripedi, cornuliti, hederelloidi e crinoidi), fori di organismi risultati da bioerosione, cementi calcitici precoci (nella diagenesi), o superfici estese mineralizzate con ossidi di ferro o fosfati di calcio (Palmer, 1982; Bodenbender et al., 1989). Gli hard ground attuali sono solitamente rilevati dal sondaggio in acque poco profonde o attraverso tecniche di telerilevamento come side-scan radar.

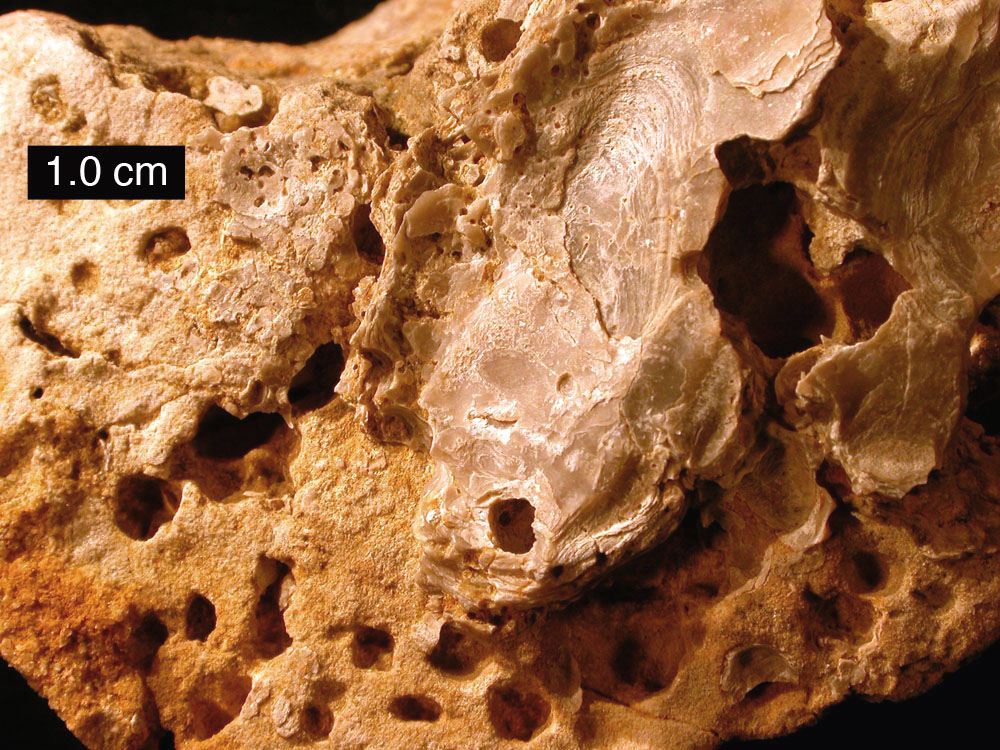
Hard ground del Cretaceo del Texas con ostreidi incrostanti e fori di Gastrochaenoliti. La scala di misura è 1,0 cm.

Gli hard ground spesso ospitano flora e fauna uniche dato il loro adattamento alla durezza della superficie. Gli organismi spesso si cementano al substrato e vivono come filtratori sessili (Brett and Liddell, 1982).  Alcuni forano il substrato per costruire tane protette per il filtraggio dell'acqua (fossatori).  A volte gli hard ground vengono indeboliti da correnti che rimuovono il sedimento soffice sotto di loro, producendo cavità poco profonde e grotte che ospitano una fauna peculiare (Palmer and Fürsich, 1974). L'evoluzione delle faune tipiche degli hard ground può essere studiata attraverso il Fanerozoico, dal periodo Cambriano ad oggi (Taylor and Wilson, 2003).

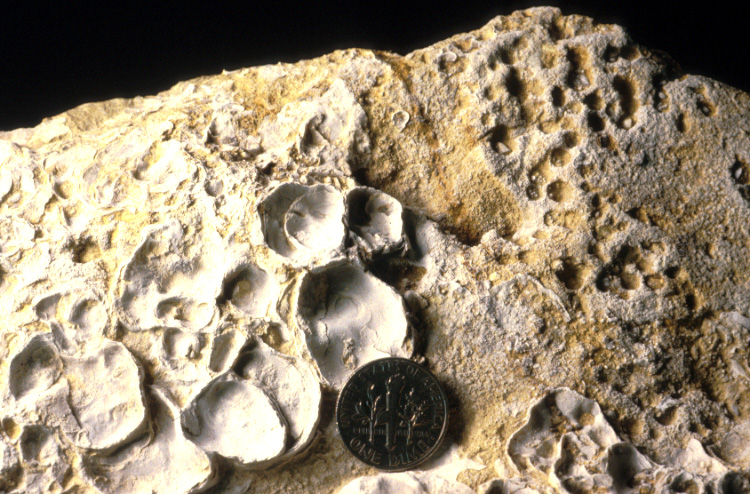
Hard ground del Giurassico medio (Carmel Formation) con ostreidie incrostanti e perforazioni.

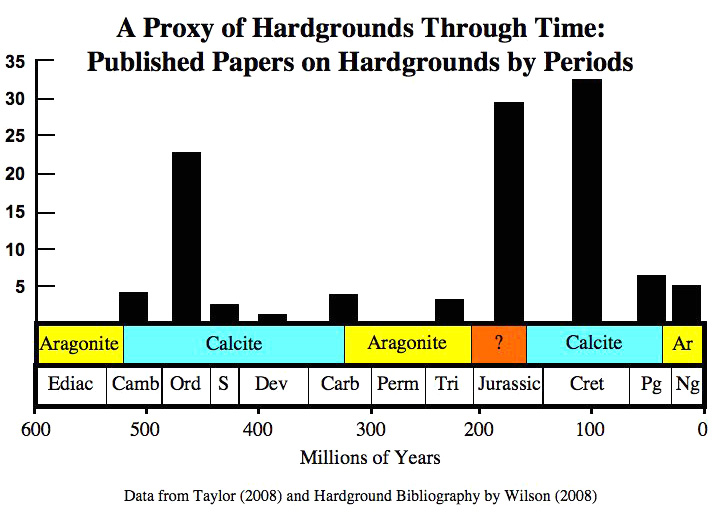
Pubblicazioni scientifiche sugli gli hard ground per periodo geologico. Esprime l'abbondanza di hard ground al variare del tempo. Gli intervalli di "aragonite sea" e "calcite sea" sono rappresentati sull'asse dei tempi.

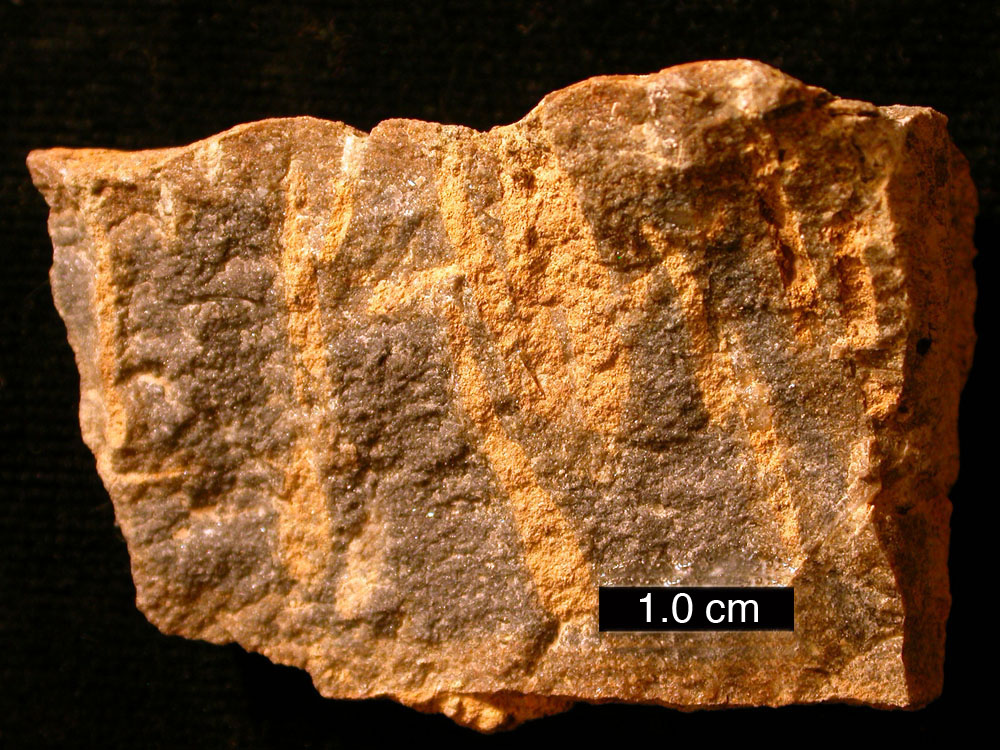
Una superficie di hard ground in rocce carbonatiche bioturbate(Trypanites) dell'Ordoviciano dell'Ohio. La scala di misura è di 1,0 cm.

Nella storia della Terra gli hard ground si sono formati soprattutto negli intervalli di "calcite sea", periodi di rapida precipitazione di calcite basso-magnesiaca e dissoluzione di aragonite di origine biologica (Palmer and Wilson, 2004).  Gli hard ground sono più abbondanti nei sistemi Ordoviciano-Siluriano e Giurassico-Cretaceo (a volte centinaia per sezione stratigrafica) e più rari nei sistemi Permiano-Triassico (di solito nemmeno uno). Questa formazione ciclica di hard ground trova corrispondenza nell'evoluzione delle associazioni faunistiche di perforatori. Ci sono differenze tra le comunità Paleozoiche e Mesozoiche: le prime sono dominati da briozoi ed echinodermi a guscio calcitico spesso, le seconde da ostriche, bivalvi (Gastrochaenoliti) e fori di spugna (Entobia) (Taylor and Wilson, 2003).
Stratigrafi e sedimentologi spesso usano gli hard ground come indicatori di hiatus sedimentari ed eventi trasgressivi (Fürsich et al., 1981, 1992; Pope and Read, 1997). Gli hard ground e le loro faune possono anche rappresentare ambienti deposizionali particolari come lo sono i canali di marea (Wilson et al., 2005).